# Роббинс, Трина
Трина Роббинс (англ. Trina Robbins; 17 августа 1938, Нью-Йорк, Нью-Йорк, США — 10 апреля 2024, Сан-Франциско, Калифорния, США) — американский автор комиксов и нехудожественной литературы. Была влиятельной участницей движения андеграундных комиксов, одной из немногих первых женщин в движении. Принимала участие в продвижении женщин-авторов комиксов. В 1980-х стала первой женщиной, когда-либо рисовавшей «Чудо-женщину».

## Творчество

### Ранние работы
В 1950-х годах Роббинс была активной участницей сай-фай фандома. Ее первые работы вышли в журналах, выпускаемых участниками этого фандома, таких, например, как номинировавшийся на Хьюго журнал Habakkuk.

### Комиксы
Первый комикс Роббинс был напечатан в East Village Other — нью-йоркской андеграундной газете. Она также внесла свой вклад в создание комикса Gothic Blimp Works, выходившего в той же газете.
В 1970 году она переехала в Сан-Франциско, где работала в феминистской андеграундной газете под названием «Это не я, детка» (It Ain’t Me, Babe). Вместе с Барбарой Мендес она создала первый комикс с исключительно женским составом персонажей — ваншот под названием It Ain’t Me, Babe Comix. С этого момента она начала все больше и больше участвовать в продвижении женщин-авторов комиксов, через такие проекты, как антология Wimmen’s Comix, над которой она, вместе с другими участницами андеграундного движения, работала на протяжении двенадцати лет. В первый выпуск Wimmen’s Comix вошел ее Sandy Comes Out, первая в истории серия комиксов с участием открытой лесбиянки.
Роббинс критиковала автора андеграундных комиксов Роберта Крамба за откровенную мизогинию во многих его комиксах. Она говорила: «Мне странно то, с какой готовностью люди закрывают глаза на отвратительную тёмную сторону работ Крамба… Что, чёрт возьми, смешного в изнасиловании и убийстве?». В середине 90-х она также критиковала и Майка Деодато за то, что он изображал Чудо-женщину как «едва одетую гиперсексуализированную пинап-модель»
В начале 1980-х Роббинс адаптировала графические романы Танит Ли и Сакса Ромера. В середине 80-х она создала комикс Misty для проекта Star Comics, принадлежащего Marvel. Misty представлял собой короткую серию комиксов, в которых Роббинс по-новому взглянула на один из популярных персонажей Marvel — Модель Милли.
Работать над серией «Чудо-женщины» Роббинс начала в 1986 году. Она нарисовала лимитированную серию из четырёх выпусков под названием «Легенда о Чудо-женщине» и стала первой художницей, работавшей над этой серией. В серии была отдана дань уважения золотому веку. Роббинс также сама появилась в комиксах о Чудо-женщине в Wonder Woman Annual 2 (1989). В конце 90-х она вместе с Колин Доран выпустили графический роман Wonder Woman: The Once and Future Story, посвящённый домашнему насилию.
Роббинс также является создательницей комиксов о Хани Вест (Honey West), одной из популярных комиксных женщин — частных детективов.
За свои работы Роббинс получила несколько наград, в том числе премию «Инкпот» (Inkpot Award) — награду интернационального комик-кона, а также была включена в зал славы Will Eisner Hall of Fame.

### Нон-фикшн и активизм
Роббинс написала несколько нон-фикшн книг об истории женщин в комиксах. Её первая книга, написанная в соавторстве с Катриной Иронвуд (Catherine Yronwode), назвалась «Женщины и комиксы» и была посвящена истории женщин-авторов комиксов. Так как это была одна из первых книг, написанных на подобную тему, её освещали во многих популярных СМИ. После она написала еще несколько объёмных работ, посвященным разным темам от женщин-авторов до эволюции героинь комиксов.
Роббинс является соосновательницей «Друзей Лулу», некоммерческой организации, появившейся в 1994 году, целью которой является поддержка женщин в индустрии комиксов, а также привлечение внимания к комиксам женской аудитории.
Роббинс приняла участие в документальном фильме «Она красива, когда злится», посвящённом феминизму.
Умерла 10 апреля 2024 года в возрасте 85 лет.

### Комиксы
- East Village Other (конец 1960-х) — одна из авторов
- Gothic Blimp Works (East Village Other, 1969) — одна из авторов
- It Ain’t Me, Babe Comix (Last Gasp, 1970) — соосновательница и одна из авторов
- Swift Comics (Bantam Books, 1971) — одна из авторов
- All Girl Thrills (Print Mint, 1971) — редактор и одна из авторов
- Wimmen’s Comix (Last Gasp, Renegade Press, Rip Off Press, 1972—1992) — соосновательница и одна из авторов
- Girl Fight Comics #1, #2 (Print Mint, 1972, 1974) — автор
- Tuff Shit Comics (Print Mint, 1972) — одна из авторов
- Barbarian Comics #4 (California Comics, 1972) — одна из авторов
- Comix Book (Marvel Comics, Kitchen Sink, 1974—1976) — одна из авторов
- Tits & Clits Comix #3 (Nanny Goat Productions, 1977) — одна из авторов
- Dope (Eclipse Comics, 1981—1983) — адаптированный графический роман Сакса Ромера
- Gates of Eden (FantaCo, 1982) — одна из авторов
- The Silver Metal Lover (Crown Books, 1985) — адаптированный графический роман Танит Ли
- Good Girls (Wonderful Publishing Company, 1985) — одна из авторов
- Misty (Star Comics, 1985—1986) — автор
- Gay Comix #6, #11, #25 (Bob Ross, 1985, 1986, 1998) — автор
- Wonder Woman (DC Comics, 1986) — одна из авторов
- California Girls #1-8 (Eclipse Comics, 1987—1988) — автор
- Strip AIDS U.S.A.: A Collection of Cartoon Art to Benefit People With AIDS (Last Gasp, 1988) — редактор
- War News (Jim Mitchell, 1991) — одна из авторов андеграундной газеты, начатой в знак протеста против войны в персидском заливе.
- Wonder Woman: The Once and Future Story (DC Comics, 1998) — автор
- Alien Apocalypse 2006 (Frog Ltd., 2000) — одна из авторов
- GoGirl (Image Comics, 2000—2001) — автор
- 9-11: September 11, 2001 (Artists Respond) (Dark Horse Comics/Chaos! Comics/Image Comics, 2002) — одна из авторов
- The Phantom Chronicles (Moonstone Books, 2007) — одна из авторов
- Girl Comics (Marvel Comics, 2010) — одна из авторов
- Honey West (Moonstone Books, 2010) — была автором 1,2,6 и 7 выпусков
- Honey West and The Cat (Moonstone Books, 2013) — была автором 1 и 2 выпуска

### Книги
- Women and the Comics в соавторстве с Катриной Иронвуд (Eclipse, 1983) ISBN 0-913035-01-7
- A Century of Women Cartoonists (Kitchen Sink, 1993) ISBN 0-87816-206-2
- The Great Women Superheroes (Kitchen Sink, 1997) ISBN 0-87816-482-0
- From Girls to Grrrlz: A History of Women’s Comics from Teens to Zines (Chronicle, 1999) ISBN 0-8118-2199-4
- The Great Women Cartoonists (Watson-Guptill, 2001) ISBN 0-8230-2170-X
- Nell Brinkley and the New Woman in the Early 20th Century(McFarland & Co., 2001) ISBN 0-7864-1151-1
- Eternally Bad: Goddesses with Attitude (Conari Press, 2001) ISBN 1-57324-550-X
- Tender Murderers: Women Who Kill (Conari Press, 2003) ISBN 1-57324-821-5
- Wild Irish Roses: Tales of Brigits, Kathleens, and Warrior Queens(Conari Press, 2004) ISBN 1-57324-952-1
- «Girls on Top?», глава 6 в Dez Skinn’s Comix: The Underground Revolution (Collins & Brown/Thunder’s Mouth, 2004) ISBN 1-84340-186-X
- The Brinkley Girls: The Best of Nell Brinkley’s Cartoons from 1913—1940 (Fantagraphics Books, 2009) ISBN 978-1-56097-970-8—introduction
- Forbidden City: The Golden Age of Chinese Nightclubs (Hampton Press, 2009) ISBN 978-1-57273-947-5
- Pretty In Ink: North American Women Cartoonists 1896—2013(Fantagraphics Books, 2013) ISBN 978-1-60699-669-0
- Babes in Arms: Women in Comics During the Second World War(Hermes Press, 2017) ISBN 978-1-61345-095-6